# قلمرو نیوزیلند
قلمرو نیوزیلند (انگلیسی: Realm of New Zealand) متشکل از کل منطقه (یا کشوری) است که در آن پادشاه نیوزیلند به عنوان رئیس دولت عمل می‌کند. کشور نیوزیلند یک فدراسیون نیست؛ این کشور مجموعه‌ای از ایالات و سرزمین‌هایی است که تحت سلطه پادشاه خود متحد شده‌اند. نیوزیلند یک کشور مستقل است. قلمرو وابسته راس (که از مجموعه‌های ادعاهای ارضی در جنوبگان است) و قلمرو وابسته توکلائو دو عضو همراه (جزایر کوک و نیووی) را در قلمرو نیوزلند واقع شده‌اند.
قلمرو وابسته راس ساکن دائمی ندارد، در حالی که توکلائو، جزایر کوک و نیووی جمعیت‌های بومی دارند. سازمان ملل رسماً توکلائو را به عنوان یک منطقه غیر خودمختار طبقه‌بندی کرد؛ جزایر کوک و نیووی به صورت محلی اداره می‌شوند و نیوزلند مسئولیت دفاع و بیشتر امور خارجی را برعهده دارد. استاندار نیوزیلند، نمایندهٔ ملکه بریتانیا در سراسر کشور نیوزیلند است، اگرچه جزایر کوک نمایندهٔ ملکه دیگری دارند.
| محدوده     | نماینده ملکه           | رئیس دولت         | پارلمان                 | پایتخت       | جمعیت                                                | مساحت زمین | مساحت زمین |
| محدوده     | نماینده ملکه           | رئیس دولت         | پارلمان                 | پایتخت       | جمعیت                                                | km2        | sq mi      |
| ---------- | ---------------------- | ----------------- | ----------------------- | ------------ | ---------------------------------------------------- | ---------- | ---------- |
| نیوزیلند   | فرماندار عمومی نیوزلند | نخست‌وزیر نیوزیلند | مجلس نمایندگان نیوزیلند | ولینگتون     | ۴٬۸۹۳٬۱۲۰                                            | ۲۶۸٬۶۸۰    | ۱۰۳٬۷۴۰    |
| جزایر کوک  | نمایندهٔ ملکه           | نخست وزیر         | پارلمان جزایر کوک       | آواروآ       | ۲۱٬۳۸۸                                               | ۲۳۶        | ۹۱         |
| نیووی      | نمایندهٔ ملکه           | استاندار          | مجلس نیووی              | الوفی        | ۱٬۱۴۵                                                | ۲۶۰        | ۱۰۰        |
| توکلائو    | مدیر توکلائو           | رئیس توکلائو      | General Fono            | فاکاوفو      | ۱٬۴۰۵                                                | ۱۰         | ۴          |
| سرزمین راس | فرماندار               |                   | ندارد                   | پایگاه اسکات | پایگاه اسکات: ۱۰–۸۵ پایگاه مک‌موردو: ۲۰۰–۱٬۰۰۰ (فصلی) | ۴۵۰٬۰۰۰    | ۱۷۰٬۰۰۰    |